# フィッシュパイ
フィッシュパイ（英語: Fish pie）とは伝統的なイギリス料理の一種である。シーフードをホワイトソースであえたものにマッシュポテトをかけて焼いた料理であり、「パイ」という名称だが通常、パイ生地は使用しない。

## 概要
このパイは通常、タラやコダラ、オヒョウなどの白身の魚（燻製されていることもしばしばある）を、魚をゆでるのに使った牛乳で作ったホワイトソースやチェダーチーズソースでからめて作る。エビや固ゆで卵も材料としてよく使われる。深皿に入れてオーブンで焼くが、ステーキ・アンド・キドニー・パイのような惣菜パイにふつう使うサクサクした生地やパイ皮のたぐいを使って外側を囲むことはしない。
パイ生地でパイを覆うかわりに、オーブンで焼く時にはマッシュポテト（チーズやタマネギ、リーキなどを加えることもある）を使って中身を包む。この料理は「フィッシャーマンズ・パイ」（fisherman's pie、「漁師のパイ」という意味）と呼ばれることもあるが、これはマッシュポテトで中身を包むというところがシェパーズパイ（「羊飼いのパイ」という意味）に似ているためである。シェパーズパイには魚ではなく、挽肉が入っている。
ジャガイモではなくサツマイモのマッシュを使ったバリエーションなどもある。

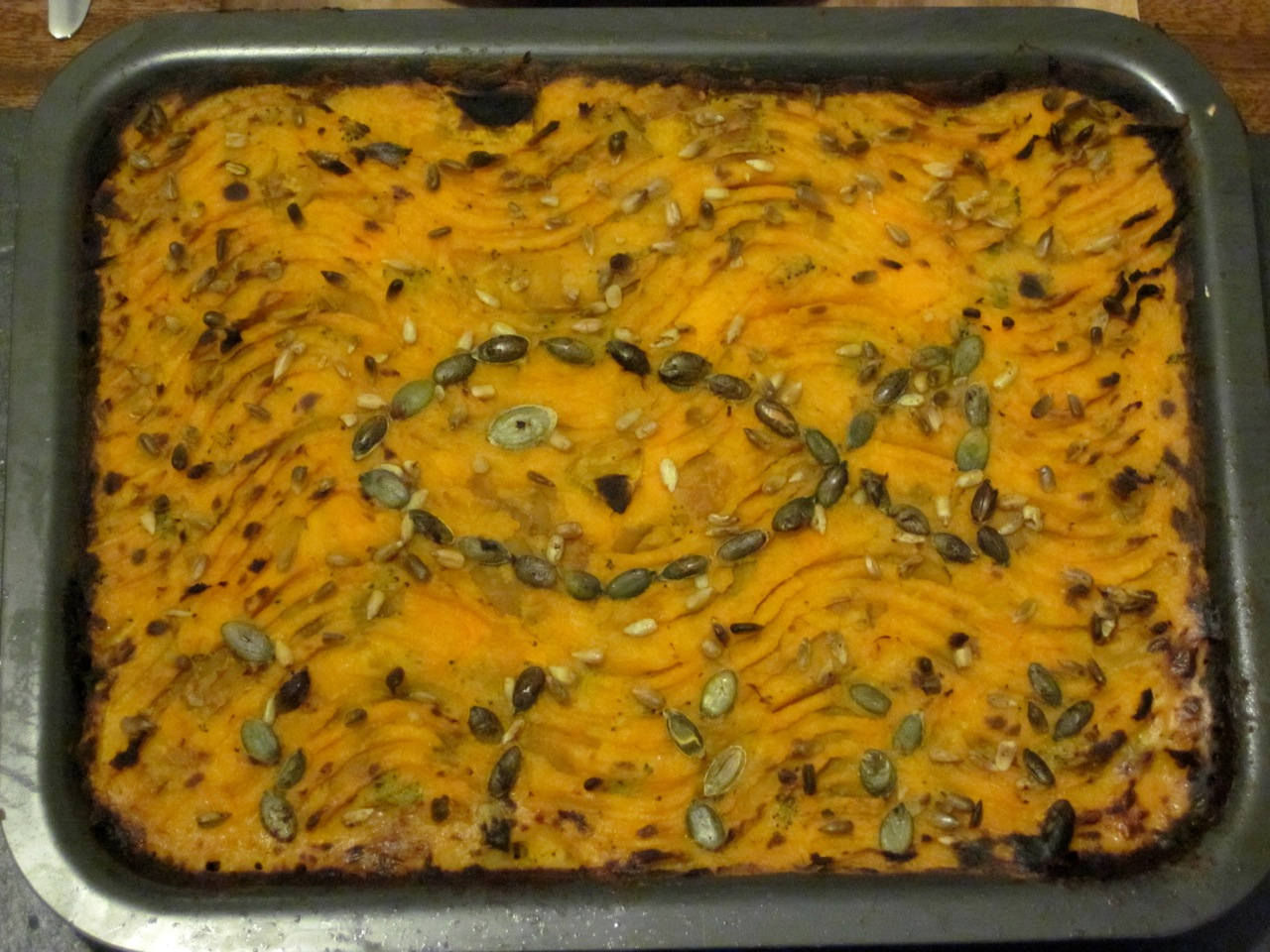
サツマイモのマッシュを使ったフィッシュパイ

## 特殊なフィッシュ・パイ

### 王室におけるフィッシュ・パイ
ヘンリー1世の時代より、イングランド王室ではシーフードの入ったパイを食する伝統を持っている。1100年にヘンリーが戴冠した時、料理人が毎年クリスマスに生地をまるめたヤツメウナギのパイを作るようになったという。四旬節にはまた別のフィッシュパイを食す伝統があり、ヤーマスの料理人たちは100尾のニシンが入った20以上ものパイを王に献上したという。1530年には生地に包んで料理した魚を贈る慣習が広がっており、ウェールズのスラントウニー修道院の院長グロスターはウナギと鯉のパイをヘンリー8世のために焼いた。王室にウナギパイを献上する習慣は後も続き、1752年にはパン焼き職人たちがウェールズ公ジョージにパイを献上しており、さらにヴィクトリア女王の治世にもパイの献上が行われた。

### スターゲイジー・パイ

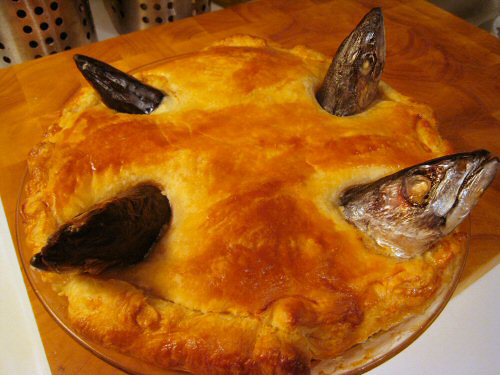
スターゲイジー・パイ

スターゲイジー・パイは伝統的なコーンウォールのパイで、イワシの頭が生地を突き破って出てきているものである。

### 東スラヴのフィッシュパイ

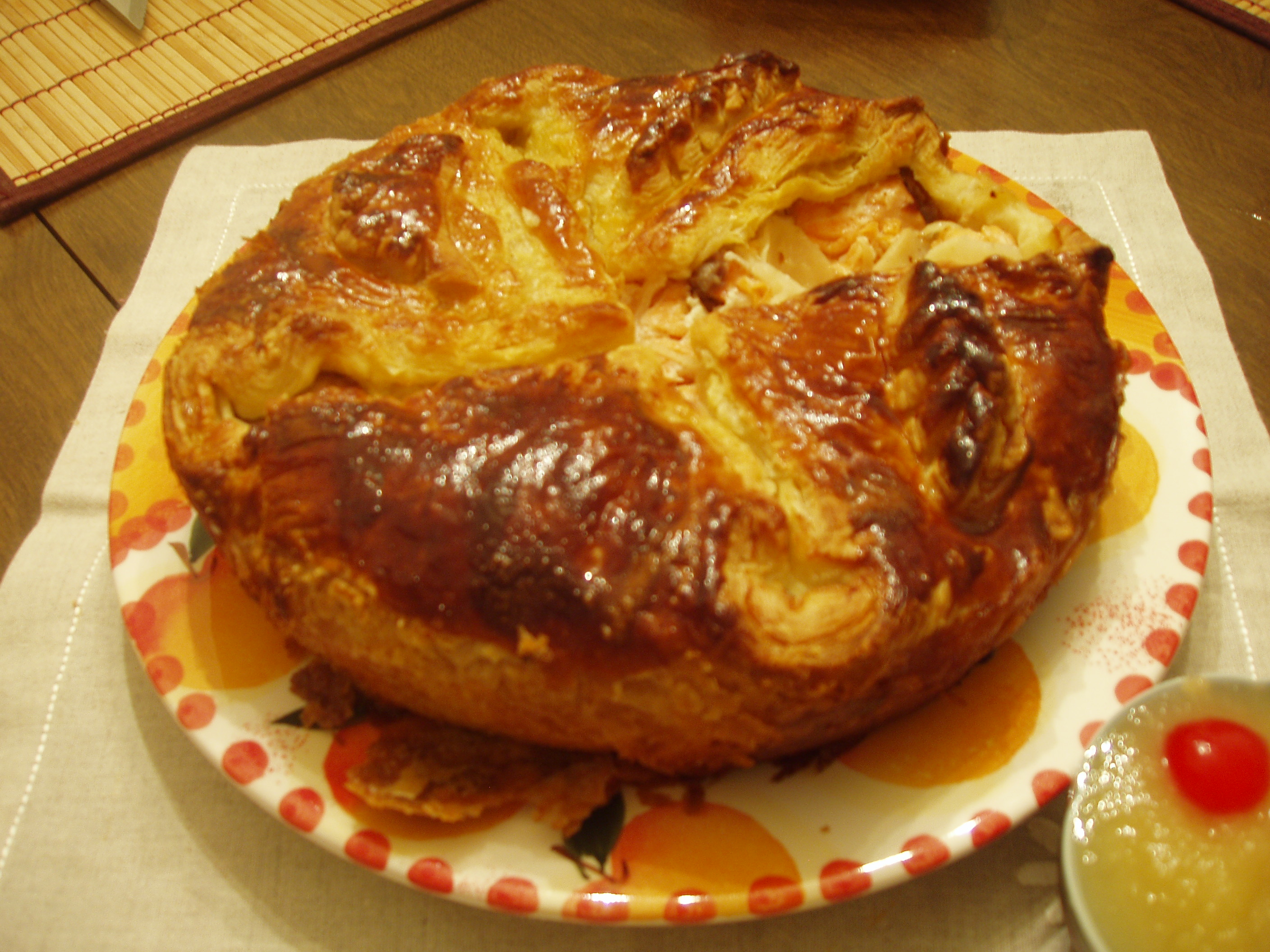
ロシアの魚を使用したピローク

ロシアには、ピロークの一種としてフィッシュパイがよく食べられている地域がある。

## 参考史料
- Murdoch (2004) Essential Seafood Cookbook Pies, casseroles and bakes, pp. 254–295. Murdoch Books. ISBN 9781740454124.